# Jean-Luc Chabanon
Jean-Luc Chabanon (ur. 13 sierpnia 1971) – francuski szachista, arcymistrz od 2001 roku.

## Kariera szachowa
Na początku lat 90. XX wieku należał do czołówki francuskich szachistów. W roku 1990 wystąpił w Nowym Sadzie na szachowej olimpiadzie, natomiast w 1993 – w rozegranych w Paranagui drużynowych młodzieżowych (do lat 26) mistrzostwach świata (na których szachiści francuscy zdobyli brązowe medale). Wielokrotnie startował w finałach indywidualnych mistrzostw Francji, największy sukces odnosząc w roku 1993 w Nantes, gdzie zdobył tytuł wicemistrza kraju.
Do sukcesów Jean-Luc Chabanona w turniejach międzynarodowych należą m.in. I m. w Val Thorens (1989), dz. II m. w Cannes (1995, za Borislavem Ivkovem, wraz z Mladenem Palacem, Emirem Dizdareviciem i Érikiem Prié), dz. II m. w Genewie (1996, za Igorem Chenkinem, wraz z m.in. Miso Cebalo, Janisem Klovansem i Arnaudem Hauchardem), dz. I m. w Montauban (2000, wraz z Jakowem Murejem i Cyrilem Marcelinem), Paryżu (2002, dz. I m. wraz z Andriejem Szczekaczewem), Reggio Emilii (2002/03, dz. I m. wraz z Mladenem Palacem) oraz Paryżu (2003, I m.).
Najwyższy ranking w karierze osiągnął 1 lipca 2001 r., z wynikiem 2511 punktów zajmował wówczas 17. miejsce wśród francuskich szachistów.